# Vụ án chưa có lời giải
Vụ án chưa có lời giải (tiếng Anh: cold case) là thuật ngữ chỉ một vụ án hay sự việc chưa được giải đáp một cách trọn vẹn, vẫn còn những câu hỏi cần được điều tra. Những trường hợp cold case như vậy có thể không còn được quan tâm nữa, nhưng các đầu mối, nhân chứng, vật chứng mới vẫn có thể được khám phá sau này.